# Lourdoueix-Saint-Michel
Pour les articles homonymes, voir Lourdoueix.
Lourdoueix-Saint-Michel est une commune française située dans le département de l'Indre, historiquement de la Marche, en région Centre-Val de Loire.

## Géographie

### Localisation
La commune est située dans le sud du département, à la limite avec le département de la Creuse. Elle est située dans la région naturelle du Boischaut Sud.
Les communes limitrophes sont : Méasnes (4 km), Nouzerolles (5 km), Fresselines (6 km), Saint-Plantaire (6 km), Montchevrier (6 km) et Orsennes (7 km).
Les communes chefs-lieux et préfectorales sont : Neuvy-Saint-Sépulchre (20 km), La Châtre (26 km), Châteauroux (43 km), Le Blanc (56 km) et Issoudun (61 km).

### Hameaux et lieux-dits
Les hameaux et lieux-dits de la commune sont : la Davidière, les Gouttes et le Cerisier.

### Géologie et hydrographie
La commune est classée en zone de sismicité 2, correspondant à une sismicité faible.

### Climat
Pour des articles plus généraux, voir Climat du Centre-Val de Loire et Climat de l'Indre.
En 2010, le climat de la commune est de type climat océanique dégradé des plaines du Centre et du Nord, selon une étude du CNRS s'appuyant sur une série de données couvrant la période 1971-2000. En 2020, Météo-France publie une typologie des climats de la France métropolitaine dans laquelle la commune est dans une zone de transition entre le climat océanique altéré et le climat de montagne ou de marges de montagne et est dans la région climatique Ouest et nord-ouest du Massif Central, caractérisée par une pluviométrie annuelle de 900 à 1 500 mm, maximale en automne et en hiver.
Pour la période 1971-2000, la température annuelle moyenne est de 10,5 °C, avec une amplitude thermique annuelle de 15 °C. Le cumul annuel moyen de précipitations est de 914 mm, avec 12,5 jours de précipitations en janvier et 7,8 jours en juillet. Pour la période 1991-2020, la température moyenne annuelle observée sur la station météorologique de Météo-France la plus proche, « Éguzon », sur la commune d'Éguzon-Chantôme à 11 km à vol d'oiseau, est de 12,1 °C et le cumul annuel moyen de précipitations est de 934,4 mm,. Pour l'avenir, les paramètres climatiques de la commune estimés pour 2050 selon différents scénarios d'émission de gaz à effet de serre sont consultables sur un site dédié publié par Météo-France en novembre 2022.

### Voies de communication et transports
Le territoire communal est desservi par les routes départementales : 21, 22, 36 et 87.
Les gares ferroviaires les plus proches sont les gares d'Éguzon (19 km), Saint-Sébastien (24 km) et Argenton-sur-Creuse (28 km).
Lourdoueix-Saint-Michel est desservie par la ligne I du Réseau de mobilité interurbaine.
L'aéroport le plus proche est l'aéroport de Châteauroux-Centre, à 65 km.
La commune dispose de trois parcours de randonnées (6 km, 13 km et 20 km). Les départs se font du centre bourg.

## Urbanisme

### Typologie
Au 1er janvier 2024, Lourdoueix-Saint-Michel est catégorisée commune rurale à habitat très dispersé, selon la nouvelle grille communale de densité à sept niveaux définie par l'Insee en 2022.
Elle est située hors unité urbaine et hors attraction des villes,.

### Occupation des sols
L'occupation des sols de la commune, telle qu'elle ressort de la base de données européenne d’occupation biophysique des sols Corine Land Cover (CLC), est marquée par l'importance des territoires agricoles (88,7 % en 2018), une proportion sensiblement équivalente à celle de 1990 (89,3 %). La répartition détaillée en 2018 est la suivante : 
prairies (47,1 %), zones agricoles hétérogènes (37,4 %), forêts (8,8 %), terres arables (4,3 %), zones urbanisées (2,4 %). L'évolution de l’occupation des sols de la commune et de ses infrastructures peut être observée sur les différentes représentations cartographiques du territoire : la carte de Cassini (XVIIIe siècle), la carte d'état-major (1820-1866) et les cartes ou photos aériennes de l'IGN pour la période actuelle (1950 à aujourd'hui).

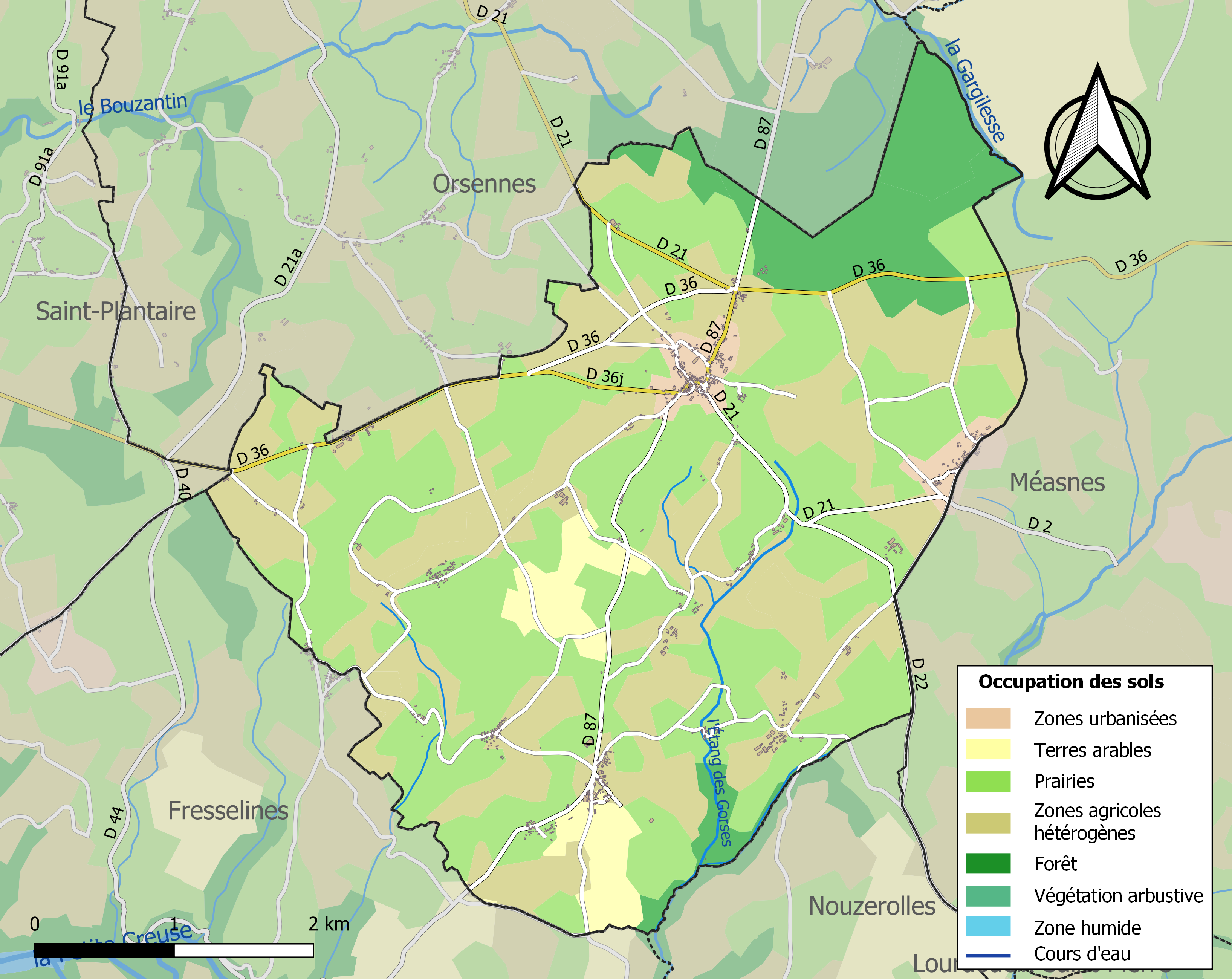
Carte des infrastructures et de l'occupation des sols de la commune en 2018 (CLC).

### Logement
Le tableau ci-dessous présente le détail du secteur des logements de la commune (source INSEE) :
| Date du relevé                                              | 1968       | 1975       | 1982      | 1990       | 1999       | 2009      | 2014      | 2020     |
| Nombre total de logements                                   | 313        | 316        | 275       | 316        | 326        | 318       | 322       | 322      |
| Résidences principales                                      | 230 73,48% | 231 73,10% | 209 76%   | 205 64,87% | 197 60,42% | 186 58,5% | 171 53,1% | 154 48%  |
| Résidences secondaires                                      | 51 16,9%   | 50 15,82%  | 47 17,09% | 55 17,40%  | 77 23,61%  | 82 25,8%  | 82 25,5%  | 96 29,7% |
| Logements vacants                                           | 32 10,22%  | 35 11,07%  | 19 6,90%  | 56 17,72%  | 52 15,95%  | 50 15,7%  | 69 21,4%  | 72 22,3% |
| Part des ménages propriétaires de leur résidence principale |            |            |           |            |            | 88,2%     | 88,3 %    | 87,7%    |
| Maisons                                                     |            |            |           |            |            |           |           |          |
| Appartements                                                |            |            |           |            |            | 4         | 6         | 3        |

### Risques majeurs
Le territoire de la commune de Lourdoueix-Saint-Michel est vulnérable à différents aléas naturels : météorologiques (tempête, orage, neige, grand froid, canicule ou sécheresse) et séisme (sismicité faible). Il est également exposé à un risque particulier : le risque de radon. Un site publié par le BRGM permet d'évaluer simplement et rapidement les risques d'un bien localisé soit par son adresse soit par le numéro de sa parcelle.

#### Risques naturels

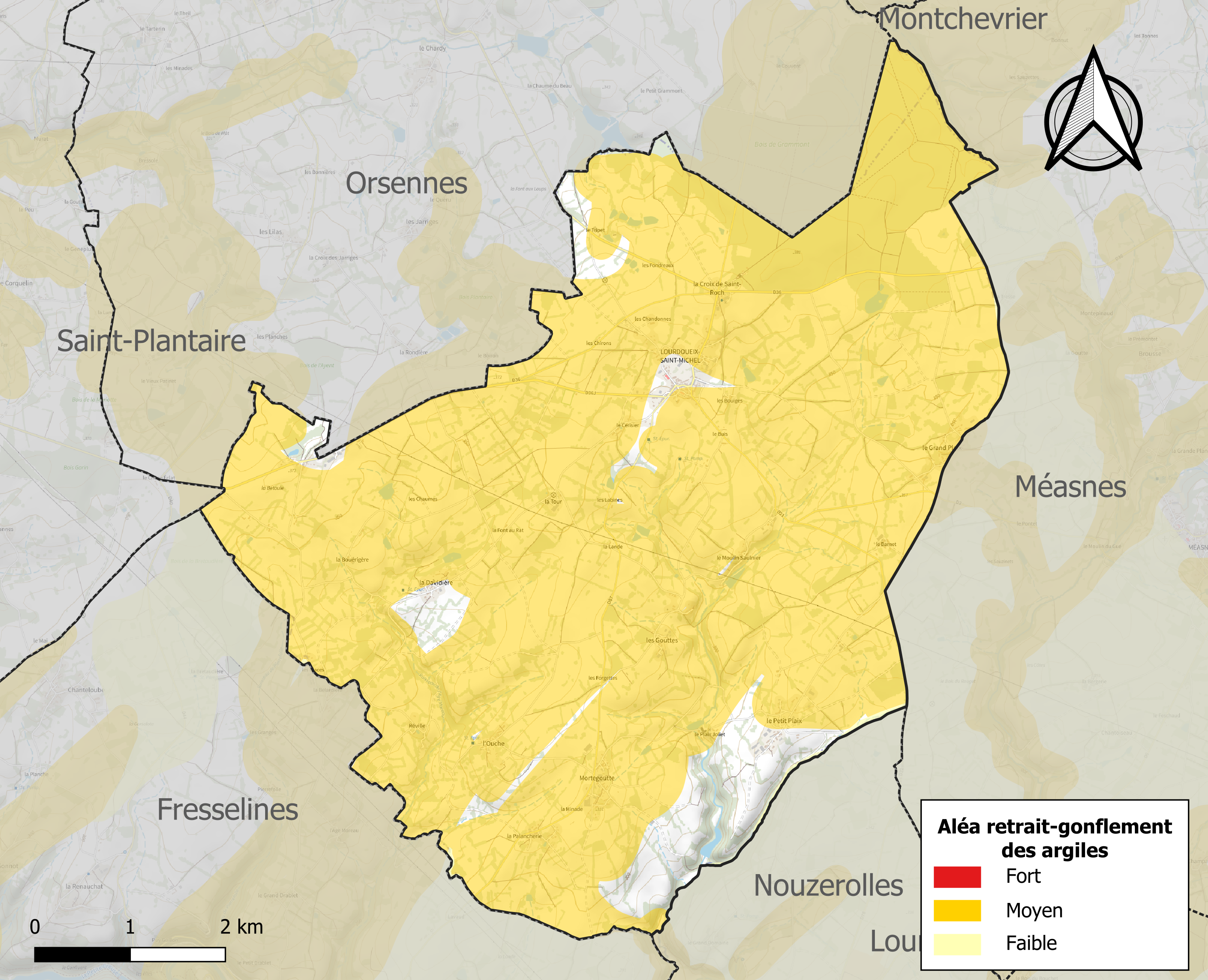
Carte des zones d'aléa retrait-gonflement des sols argileux de Lourdoueix-Saint-Michel.

Le retrait-gonflement des sols argileux est susceptible d'engendrer des dommages importants aux bâtiments en cas d’alternance de périodes de sécheresse et de pluie. 91,6 % de la superficie communale est en aléa moyen ou fort (84,7 % au niveau départemental et 48,5 % au niveau national). Sur les 334 bâtiments dénombrés sur la commune en 2019, 255 sont en aléa moyen ou fort, soit 76 %, à comparer aux 86 % au niveau départemental et 54 % au niveau national. Une cartographie de l'exposition du territoire national au retrait gonflement des sols argileux est disponible sur le site du BRGM,.
Concernant les mouvements de terrains, la commune a été reconnue en état de catastrophe naturelle au titre des dommages causés par des mouvements de terrain en 1999.

#### Risque particulier
Dans plusieurs parties du territoire national, le radon, accumulé dans certains logements ou autres locaux, peut constituer une source significative d’exposition de la population aux rayonnements ionisants. Toutes les communes du département sont concernées par le risque radon à un niveau plus ou moins élevé. Selon la classification de 2018, la commune de Lourdoueix-Saint-Michel est classée en zone 3, à savoir zone à potentiel radon significatif.

## Toponymie
Durant la Révolution française, pour suivre le décret de la Convention du 25 vendémiaire an II invitant les communes ayant des noms pouvant rappeler les souvenirs de la royauté, de la féodalité ou des superstitions, à les remplacer par d'autres dénominations, la commune change de nom pour Lourdoueix-Marat, en hommage au révolutionnaire Marat.
Ses habitants sont appelés les Lourdoueisiens.
Le nom de la commune en occitan marchois est L'Ordoer de Sent Micheu. L'Ordoer est l'équivalent marchois des L'Orador (L'Ouradour/Oradour) plus au sud, terme qui veut dire oratoire en français.

## Histoire
La commune fut rattachée de 1973 à 2015 au canton d'Aigurande.

## Politique et administration
La commune dépend de l'arrondissement de La Châtre, du canton de Neuvy-Saint-Sépulchre, de la deuxième circonscription de l'Indre et de la communauté de communes de la Marche Berrichonne.
Elle dispose d'une agence postale.
| Période        | Période       | Identité              | Étiquette | Qualité                                    |
| -------------- | ------------- | --------------------- | --------- | ------------------------------------------ |
| Octobre 1899   | Février 1924  | Léonard Lacoste       |           |                                            |
| Mai 1924       | novembre 1941 | Edmond Aubard         | ?         | Révoqué par le Gouvernement de Vichy       |
| mars 1989      | juin 1995     | Jean-Yves Fontenaille | DVD       | Retraité, Cadre d'une multinationale       |
| juin 1995,     | juillet 2020  | André Garry           | DVD       | Retraité                                   |
| juillet 2020   | décembre 2021 | Martine Jacob         |           |                                            |
| 5 février 2022 | En cours      | Christine Sauvard     | Divers    | Professeur des écoles - Directrice d'école |

## Population et société

### Démographie
L'évolution du nombre d'habitants est connue à travers les recensements de la population effectués dans la commune depuis 1793. Pour les communes de moins de 10 000 habitants, une enquête de recensement portant sur toute la population est réalisée tous les cinq ans, les populations de référence des années intermédiaires étant quant à elles estimées par interpolation ou extrapolation. Pour la commune, le premier recensement exhaustif entrant dans le cadre du nouveau dispositif a été réalisé en 2004.
| 1793  | 1800 | 1806 | 1821  | 1831  | 1836  | 1841  | 1846  | 1851  |
| ----- | ---- | ---- | ----- | ----- | ----- | ----- | ----- | ----- |
| 1 028 | 936  | 940  | 1 110 | 1 169 | 1 222 | 1 262 | 1 200 | 1 234 |

| 1856  | 1861  | 1866  | 1872  | 1876  | 1881  | 1886  | 1891  | 1896  |
| ----- | ----- | ----- | ----- | ----- | ----- | ----- | ----- | ----- |
| 1 228 | 1 196 | 1 188 | 1 217 | 1 308 | 1 303 | 1 344 | 1 326 | 1 223 |

| 1901  | 1906  | 1911  | 1921  | 1926  | 1931  | 1936  | 1946 | 1954 |
| ----- | ----- | ----- | ----- | ----- | ----- | ----- | ---- | ---- |
| 1 189 | 1 190 | 1 243 | 1 173 | 1 088 | 1 010 | 1 012 | 974  | 888  |

| 1962 | 1968 | 1975 | 1982 | 1990 | 1999 | 2004 | 2006 | 2009 |
| ---- | ---- | ---- | ---- | ---- | ---- | ---- | ---- | ---- |
| 810  | 756  | 652  | 567  | 503  | 426  | 396  | 391  | 358  |

| 2014 | 2019 | 2022 | - | - | - | - | - | - |
| ---- | ---- | ---- | - | - | - | - | - | - |
| 325  | 299  | 303  | - | - | - | - | - | - |

### Enseignement
La commune ne possède pas de lieu d'enseignement.

### Médias
La commune est couverte par les médias suivants : La Nouvelle République du Centre-Ouest, Le Berry républicain, L'Écho - La Marseillaise, La Bouinotte, Le Petit Berrichon, L'Écho du Berry, France 3 Centre-Val de Loire, Berry Issoudun Première, Vibration, Forum, France Bleu Berry et RCF en Berry.

## Économie
La commune se situe dans la zone d’emploi de Châteauroux et dans le bassin de vie d’Aigurande.

## Culture locale et patrimoine
- Château du Plaix-Joliet[35]
- Château de Grammont (XIXe siècle)
- Église (XIIe et XIIIe siècles)
- Ancien collège d'enseignement religieux de style Napoléon III.
- Statue de saint Michel : Saint Michel terrasse le dragon (XIXe siècle), dans un petit jardin, sous un houx centenaire, face au collège.
- Dolmen du Bois plantaire
- Croix de Saint-Roch

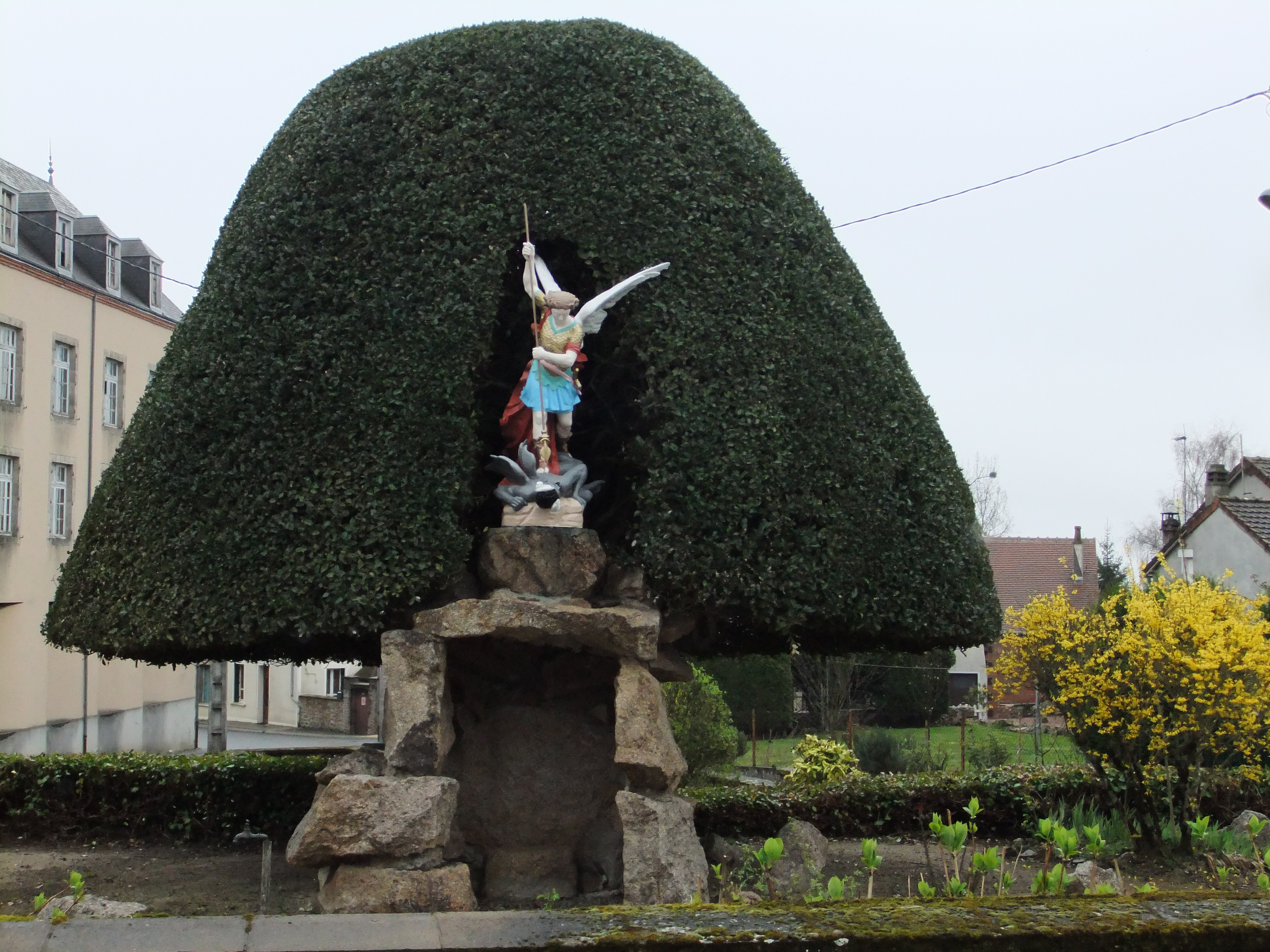
La statue de saint Michel en 2011.

### Personnalités liées à la commune
- Michel Aubrun (1932-), docteur ès Lettres. Ses travaux portent principalement sur le monde monastique et le monde paysan, et notamment sur le bourg de Lourdoueix-Saint-Michel.

### Héraldique
| Blason de Lourdoueix-Saint-Michel | Blason  | D'argent à un dragon de gueules ; au chef de sinople chargé de trois fleurs de lys d'or. |
| Blason de Lourdoueix-Saint-Michel | Détails | Le statut officiel du blason reste à déterminer.                                         |